# Cerastium imbricatum
Cerastium imbricatum är en nejlikväxtart som beskrevs av Carl Sigismund Kunth. 
Cerastium imbricatum ingår i släktet arvar och familjen nejlikväxter. Inga underarter finns listade i Catalogue of Life.